# Liste des représentants permanents de la France à la Conférence du désarmement
Cet article recense les diplomates qui ont occupé le poste de représentant permanent de la France à la Conférence du désarmement à Genève.
| Représentant permanent       | Décret de nomination | Décret de nomination | Photo |
| ---------------------------- | -------------------- | -------------------- | ----- |
| François de La Gorce (d)     | 28 novembre 1978     | [ 1 ]                |       |
| Jacques Jessel (d)           | 2 avril 1985         | [ 2 ]                |       |
| Pierre Morel                 | 30 juillet 1986      | [ 3 ]                |       |
| Gérard Errera                | 19 février 1991      | [ 4 ]                |       |
| Joëlle Bourgois              | 23 août 1995         | [ 5 ]                |       |
| Hubert de La Fortelle (d)    | 28 janvier 1999      | [ 6 ]                |       |
| François Rivasseau (d)       | 8 juillet 2003       | [ 7 ]                |       |
| Jean-François Dobelle (d)    | 13 juillet 2006      | [ 8 ]                |       |
| Éric Danon                   | 26 mars 2008         | [ 9 ]                |       |
| Jean-Hugues Simon-Michel (d) | 5 janvier 2012       | [ 10 ]               |       |
| Alice Guitton (d)            | 18 juin 2015         | [ 11 ]               |       |
| Yann Hwang                   | 3 août 2018          | [ 12 ]               |       |
| Camille Petit (d)            | 29 juillet 2022      | [ 13 ]               |       |